# Св. св. Константин и Елена (Сяр)
„Св. св. Константин и Елена“ (на гръцки: Ιερός Ναός Αγίων Κωνσταντίνου και Ελένης) е възрожденска православна църква в източномакедонския град Сяр (Серес), Егейска Македония, Гърция, част от Сярската и Нигритска епархия на Вселенската патриаршия.

## История
Църквата е гробищният храм на Първо сярско гробище. Разположена е в североизточната част на града, в махалата Катаконос (Катаконози). Според ктиторския надпис на вградена каменна плоча, храмът е построен в 1888 година от Йоанис Папамаркидис и серския търговски еснаф:
| „ | ΤΟΝ ΝΑΟΝ ΤΟΝΔΕ ΕΝ ΟΝΟΜΑΤΙ ΤΩΝ ΒΑΣΙΛΕΩΝ ΚΑΙ ΙΣΑΠΟΣΤΟΛΩΝ ΚΩΝΣΤΑΝΤΙΝΟΥ ΚΑΙ ΕΛΕΝΗΣ ΠΡΩΤΟΒΟΥΛΙΑ ΚΑΙ ΕΠΙΜΕΛΕΙΑ ΙΩΑΝΝΟΥ ΠΑΠΑΜΑΡΚΙΔΟΥ ΤΟ ΣΥΣΤΗΜΑ ΤΩΝ ΠΑΛΑΙΩΝ ΤΣΙΑΡΤΣΙΔΩΝ ΚΑΙ ΙΩΑΝΝΗΣ ΠΑΠΑΜΑΡΚΙΔΗΣ ΙΔΙΑ ΔΑΠΑΝΗ ΙΔΡΥΣΑΝΤΕΣ ΤΟΙΣ ΕΚΠΕΥΔΕΥΤΗΡΙΟΙΣΤΗΣ ΕΛΛΗΝ. ΟΡΘΟΔ. ΚΟΙΝΟΤ. ΣΕΡΡΩΝ ΔΕΞΑΜΕΝΗΣ ΕΝΕΘΗΚΑΝ | “ |

В архитектурно отношение сградата представлява каменна, покрита с керемиди, еднокорабна постройка с голям полусвод и малък купол. Конхата на светилището с кивотообразни камъни отвън образува три фалшиви апсиди с прозорец по средата. Широки стени с допълнително прикрепени дъги поддържат свода с купола отвътре. В 1965 година е добавен нартекс. Високият дървен резбован иконостас с осем царски икони, изписани от Йоанис Калиполитис, е оригинален от 1888 година. Под царските икони в ромбовидни рамки са изобразени сцени от живота на Иисус Христос. На апостолския ред над царските икони са изобразени Христос с дванадесетте апостоли. Константинос Котикостас и Янакодудис изписват през 1967 година. В конхата на апсидата Света Богородица Ширшая небес и тримата йерарски със Свети Спиридон. Образът на Христос Вседържител в купола е по-стар. Стенописите са обновени през 1995 година. Над западния вход са изобразени Дейсис и Св. св. Константин и Елена.
В 2009 година е открит параклисът „Възкресение Господне“.